# 祥德寺

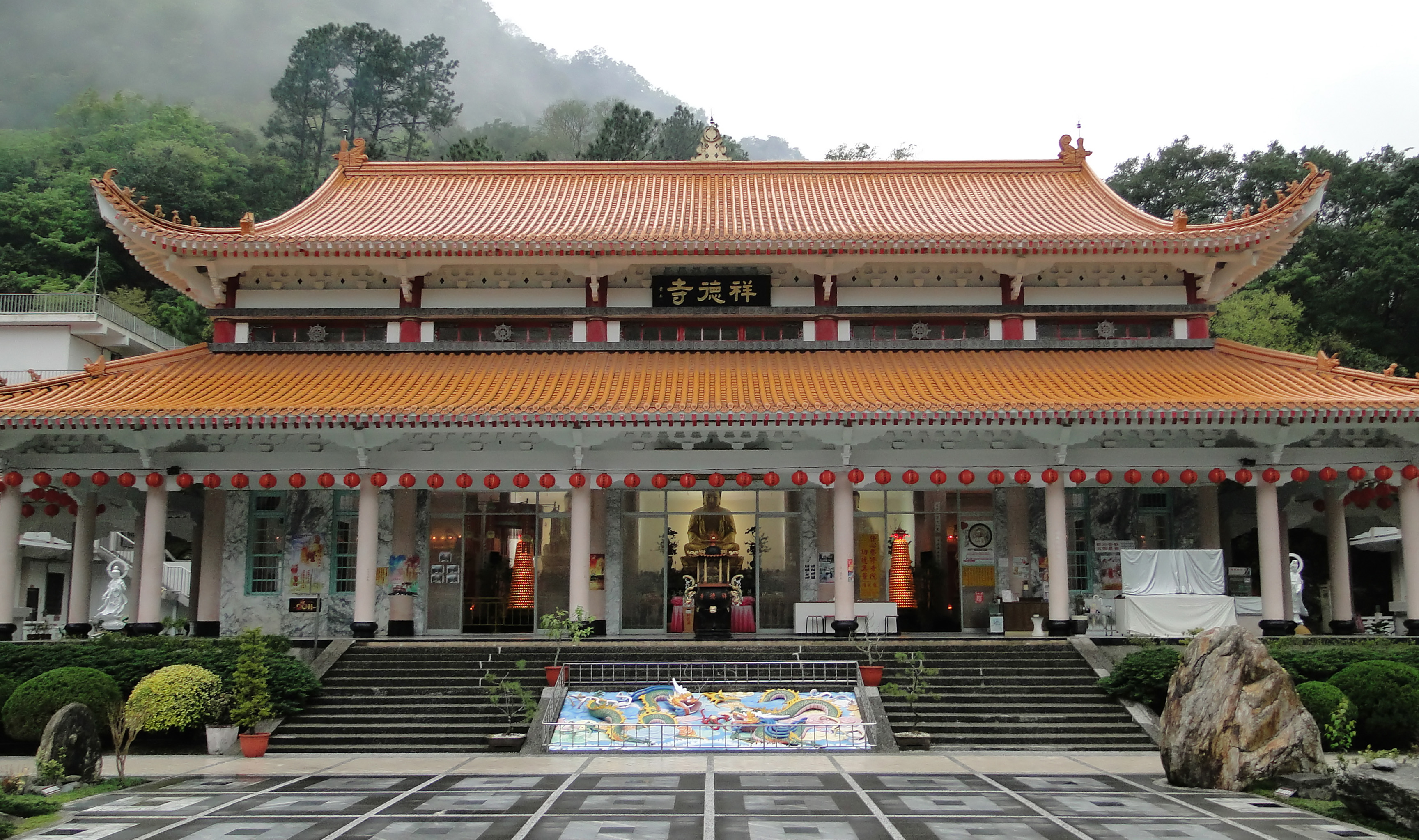
祥德寺

祥德寺，臺灣一座主祀地藏王菩薩之佛教寺院，宗派屬於臨濟正宗的道場，位于花蓮縣天祥。背倚山，三面臨立霧溪。於1962年創建，由于地处环境优美，有「台灣的九華山」之稱，主祀地藏菩薩，该寺现存世界上最大的地藏菩萨塑像。

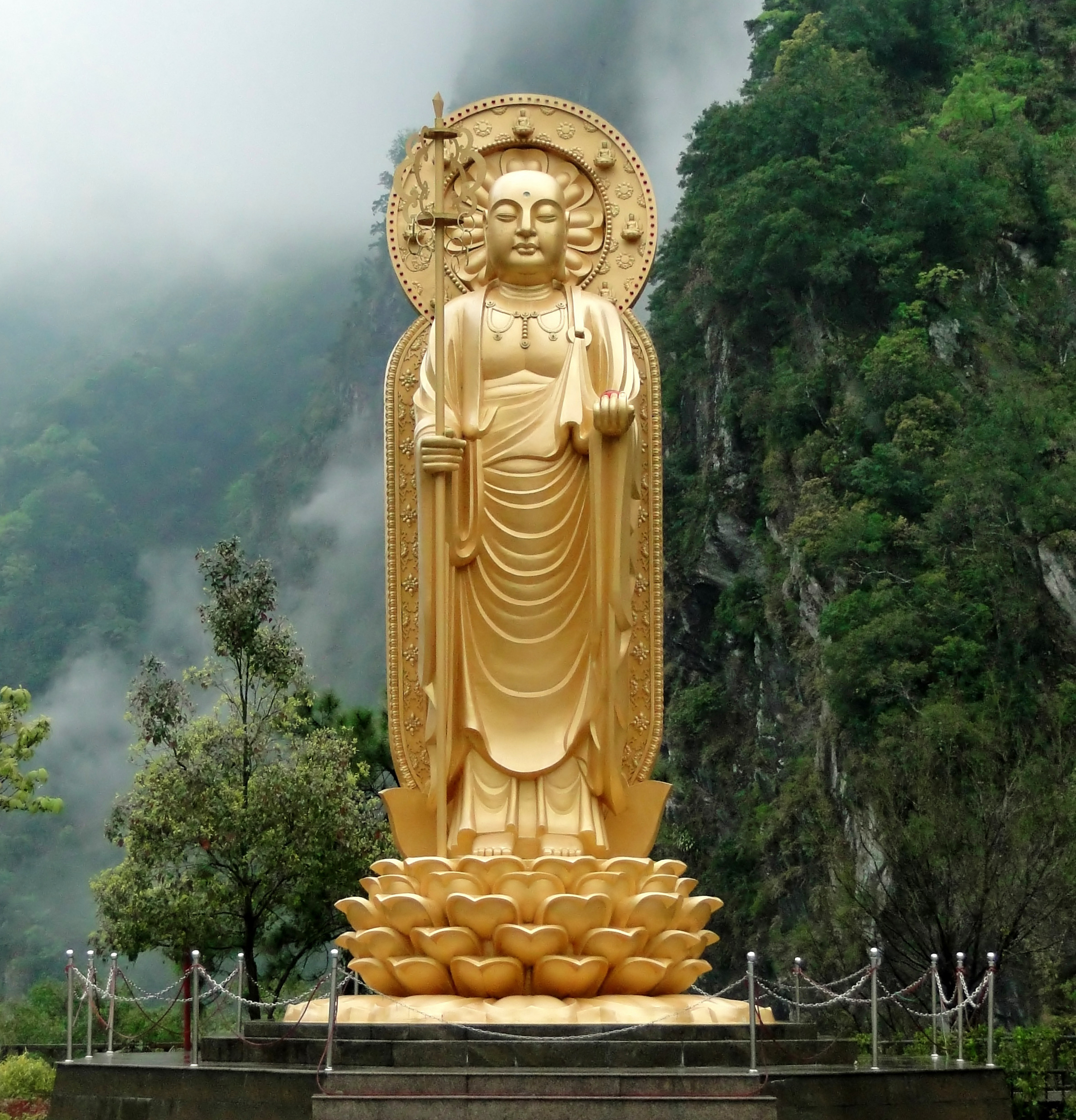
地藏菩薩塑像